# Gramado Xavier
Gramado Xavier es un municipio brasileño del estado de Rio Grande do Sul.
Se encuentra ubicado a una latitud de 29º16'05" Sur y una longitud de 52º34'44" Oeste, estando a una altitud de 463 metros sobre el nivel del mar. Su población estimada para el año 2004 era de 3714 habitantes.
Ocupa una superficie de 216,63 km².
- Datos: Q1758731
- Multimedia: Gramado Xavier / Q1758731